# Ernst Christian Moser

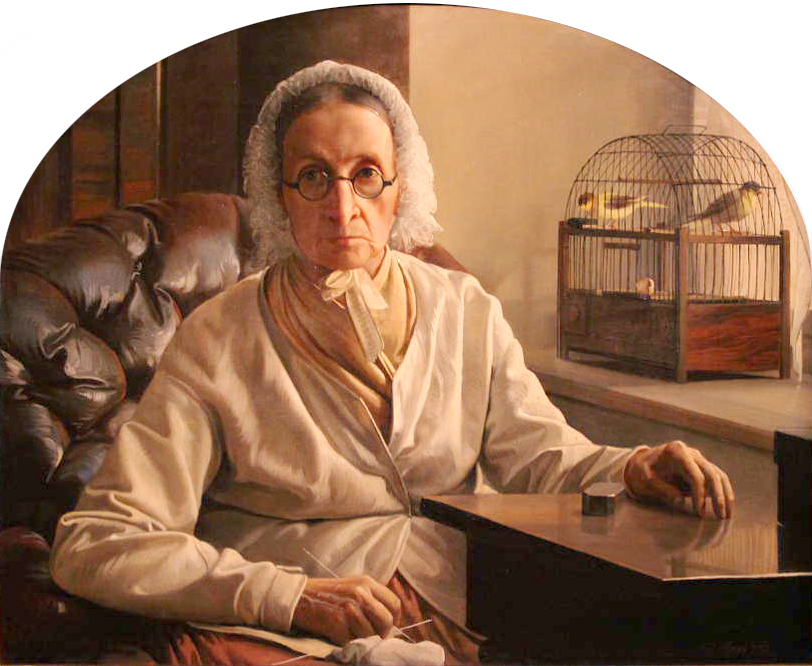
Porträt der Mutter

Ernst Christian Moser (* 1. November 1815 in Graz; † 30. April 1867 ebenda) war ein österreichischer Porträt- und Genremaler.
Geboren als Sohn eines Uhrmachers, studierte Moser seit 1828 an der Akademie der bildenden Künste Wien bei Karl Gsellhofer, Anton Schaller, Johann Nepomuk Ender, Josef Redl, Leopold Kupelwieser, Joseph Mössmer, Sebastian Wegmayr und Ferdinand Georg Waldmüller.
Während seiner Studienzeit erhielt Moser verschiedene Stipendien, wurde zweimal mit dem Gundel-Preis und zweimal mit dem Lampi-Preis ausgezeichnet.
1840 wurde Moser zum Lehrer an der Ständischen Zeichnungsakademie in Graz berufen. 
Er beschäftigte sich hauptsächlich mit der Porträt- und Genremalerei, schuf auch Historienbilder.